# مدار ۴ درجه جنوبی
مدار ۴ درجه جنوبی، دایره‌ای از عرض جغرافیایی است که در ۴ درجهٔ جنوبی خط استوا  قرار دارد.

## گذر از مناطق
از نصف‌النهار مبدأ شروع می‌شود و به سمت مشرق ۴ درجه جنوبی از موارد زیر گذر می‌کند:
| مختصات‌ها                                           | کشور، قلمرو یا دریا   | توضیحات |
| -------------------------------------------------- | --------------------- | --- |
| ۴°۰′ جنوبی ۰°۰′ شرقی / ۴٫۰۰۰°جنوبی ۰٫۰۰۰°شرقی      | اقیانوس اطلس          | |
| ۴°۰′ جنوبی ۱۱°۱۳′ شرقی / ۴٫۰۰۰°جنوبی ۱۱٫۲۱۷°شرقی   | جمهوری کنگو           | |
| ۴°۰′ جنوبی ۱۵°۴۲′ شرقی / ۴٫۰۰۰°جنوبی ۱۵٫۷۰۰°شرقی   | جمهوری دموکراتیک کنگو | |
| ۴°۰′ جنوبی ۲۹°۶′ شرقی / ۴٫۰۰۰°جنوبی ۲۹٫۱۰۰°شرقی    | دریاچه تانگانیکا      | |
| ۴°۰′ جنوبی ۲۹°۲۶′ شرقی / ۴٫۰۰۰°جنوبی ۲۹٫۴۳۳°شرقی   | بوروندی               | |
| ۴°۰′ جنوبی ۳۰°۱۳′ شرقی / ۴٫۰۰۰°جنوبی ۳۰٫۲۱۷°شرقی   | تانزانیا              | |
| ۴°۰′ جنوبی ۳۸°۱۵′ شرقی / ۴٫۰۰۰°جنوبی ۳۸٫۲۵۰°شرقی   | کنیا                  | |
| ۴°۰′ جنوبی ۳۹°۴۴′ شرقی / ۴٫۰۰۰°جنوبی ۳۹٫۷۳۳°شرقی   | اقیانوس هند           | Passing between Denis Island و Aride Island, سیشل |
| ۴°۰′ جنوبی ۱۰۲°۱۹′ شرقی / ۴٫۰۰۰°جنوبی ۱۰۲٫۳۱۷°شرقی | اندونزی               | جزیرهٔ سوماترا |
| ۴°۰′ جنوبی ۱۰۵°۵۲′ شرقی / ۴٫۰۰۰°جنوبی ۱۰۵٫۸۶۷°شرقی | دریای جاوه            | |
| ۴°۰′ جنوبی ۱۱۴°۳۷′ شرقی / ۴٫۰۰۰°جنوبی ۱۱۴٫۶۱۷°شرقی | اندونزی               | جزیرهٔ بورنئو |
| ۴°۰′ جنوبی ۱۱۵°۲′ شرقی / ۴٫۰۰۰°جنوبی ۱۱۵٫۰۳۳°شرقی  | دریای جاوه            | |
| ۴°۰′ جنوبی ۱۱۶°۲′ شرقی / ۴٫۰۰۰°جنوبی ۱۱۶٫۰۳۳°شرقی  | اندونزی               | جزیرهٔ Laut |
| ۴°۰′ جنوبی ۱۱۶°۱۰′ شرقی / ۴٫۰۰۰°جنوبی ۱۱۶٫۱۶۷°شرقی | تنگه ماکاسار          | |
| ۴°۰′ جنوبی ۱۱۹°۳۴′ شرقی / ۴٫۰۰۰°جنوبی ۱۱۹٫۵۶۷°شرقی | اندونزی               | جزیرهٔ سولاوسی (South Peninsula) |
| ۴°۰′ جنوبی ۱۲۰°۲۰′ شرقی / ۴٫۰۰۰°جنوبی ۱۲۰٫۳۳۳°شرقی | Gulf of Boni          | |
| ۴°۰′ جنوبی ۱۲۱°۲۵′ شرقی / ۴٫۰۰۰°جنوبی ۱۲۱٫۴۱۷°شرقی | اندونزی               | جزیرهٔ سولاوسی (South-east Peninsula) |
| ۴°۰′ جنوبی ۱۲۲°۳۸′ شرقی / ۴٫۰۰۰°جنوبی ۱۲۲٫۶۳۳°شرقی | دریای باندا           | |
| ۴°۰′ جنوبی ۱۲۳°۰′ شرقی / ۴٫۰۰۰°جنوبی ۱۲۳٫۰۰۰°شرقی  | اندونزی               | جزیرهٔ Wowoni |
| ۴°۰′ جنوبی ۱۲۳°۳′ شرقی / ۴٫۰۰۰°جنوبی ۱۲۳٫۰۵۰°شرقی  | دریای باندا           | گذرکردن از جنوب جزیرهٔ Buru, اندونزی · گذرکردن از جنوب جزیرهٔ Ambon, اندونزی · گذرکردن از جنوب جزیرهٔ جزیره سرام, اندونزی                                            |
| ۴°۰′ جنوبی ۱۳۱°۱۲′ شرقی / ۴٫۰۰۰°جنوبی ۱۳۱٫۲۰۰°شرقی | اندونزی               | جزیرهٔ Seram Laut |
| ۴°۰′ جنوبی ۱۳۱°۲۶′ شرقی / ۴٫۰۰۰°جنوبی ۱۳۱٫۴۳۳°شرقی | دریای سرام            | |
| ۴°۰′ جنوبی ۱۳۲°۵۱′ شرقی / ۴٫۰۰۰°جنوبی ۱۳۲٫۸۵۰°شرقی | اندونزی               | جزیرهٔ گینه نو |
| ۴°۰′ جنوبی ۱۳۳°۱۹′ شرقی / ۴٫۰۰۰°جنوبی ۱۳۳٫۳۱۷°شرقی | دریای آرافورا         | |
| ۴°۰′ جنوبی ۱۳۴°۱۱′ شرقی / ۴٫۰۰۰°جنوبی ۱۳۴٫۱۸۳°شرقی | اندونزی               | جزیرهٔ Aiduma و گینه نو |
| ۴°۰′ جنوبی ۱۴۱°۰′ شرقی / ۴٫۰۰۰°جنوبی ۱۴۱٫۰۰۰°شرقی  | پاپوآ گینه نو         | جزیرهٔ گینه نو |
| ۴°۰′ جنوبی ۱۴۴°۳۴′ شرقی / ۴٫۰۰۰°جنوبی ۱۴۴٫۵۶۷°شرقی | اقیانوس آرام          | دریای بیسمارک, گذرکردن از شمال Manam island, پاپوآ گینه نو |
| ۴°۰′ جنوبی ۱۵۲°۳۵′ شرقی / ۴٫۰۰۰°جنوبی ۱۵۲٫۵۸۳°شرقی | پاپوآ گینه نو         | جزیرهٔ New Ireland |
| ۴°۰′ جنوبی ۱۵۲°۵۶′ شرقی / ۴٫۰۰۰°جنوبی ۱۵۲٫۹۳۳°شرقی | اقیانوس آرام          | |
| ۴°۰′ جنوبی ۱۵۳°۴۲′ شرقی / ۴٫۰۰۰°جنوبی ۱۵۳٫۷۰۰°شرقی | پاپوآ گینه نو         | جزیرهٔ Babase |
| ۴°۰′ جنوبی ۱۵۳°۴۳′ شرقی / ۴٫۰۰۰°جنوبی ۱۵۳٫۷۱۷°شرقی | اقیانوس آرام          | گذرکردن از جنوب جزیره مک کین, کیریباتی · گذرکردن از جنوب Birnie Island, کیریباتی · گذرکردن از شمال جزیره مانرا, کیریباتی · گذرکردن از جنوب جزیره راواکی, کیریباتی |
| ۴°۰′ جنوبی ۱۵۴°۵۸′ غربی / ۴٫۰۰۰°جنوبی ۱۵۴٫۹۶۷°غربی | کیریباتی              | Malden Island |
| ۴°۰′ جنوبی ۱۵۴°۵۴′ غربی / ۴٫۰۰۰°جنوبی ۱۵۴٫۹۰۰°غربی | اقیانوس آرام          | |
| ۴°۰′ جنوبی ۸۰°۵۹′ غربی / ۴٫۰۰۰°جنوبی ۸۰٫۹۸۳°غربی   | پرو                   | |
| ۴°۰′ جنوبی ۸۰°۲۶′ غربی / ۴٫۰۰۰°جنوبی ۸۰٫۴۳۳°غربی   | اکوادور               | حدود 13&nbsp;km |
| ۴°۰′ جنوبی ۸۰°۱۹′ غربی / ۴٫۰۰۰°جنوبی ۸۰٫۳۱۷°غربی   | پرو                   | حدود 7&nbsp;km |
| ۴°۰′ جنوبی ۸۰°۱۵′ غربی / ۴٫۰۰۰°جنوبی ۸۰٫۲۵۰°غربی   | اکوادور               | |
| ۴°۰′ جنوبی ۷۸°۳۱′ غربی / ۴٫۰۰۰°جنوبی ۷۸٫۵۱۷°غربی   | پرو                   | |
| ۴°۰′ جنوبی ۷۰°۱۰′ غربی / ۴٫۰۰۰°جنوبی ۷۰٫۱۶۷°غربی   | کلمبیا                | |
| ۴°۰′ جنوبی ۶۹°۵۳′ غربی / ۴٫۰۰۰°جنوبی ۶۹٫۸۸۳°غربی   | برزیل                 | آمازوناس پارا مارانیائو پیاوی سئارا |
| ۴°۰′ جنوبی ۳۸°۱۴′ غربی / ۴٫۰۰۰°جنوبی ۳۸٫۲۳۳°غربی   | اقیانوس اطلس          | گذرکردن از جنوب Rocas Atoll, برزیل · گذرکردن از جنوب فرناندو دی نوروها island, برزیل                                                                              |